# Romano (nome)
Romano  è un nome proprio di persona italiano maschile.

## Varianti
- Femminili: Romana[1][3]

### Varianti in altre lingue
- Basco: Erroman[4]
- Catalano: Romà[4]
- Ceco: Roman[2]
  - Femminili: Romana[3]
- Croato: Roman[2]
  - Femminili: Romana[3]
- Francese: Romain[2]
  - Femminili: Romaine[3], Romane[3]
- Inglese
  - Femminili: Romaine[3], Romayne[3]

- Latino: Romanus[1][2][4]
  - Femminili: Romana[1][3]
- Polacco: Roman[2]
  - Femminili: Romana[3]
- Portoghese: Romano, Romão
- Russo: Роман (Roman)[2]
  - Ipocoristici: Рома (Roma)[2]
- Slovacco: Roman[2]
  - Femminili: Romana[3]

- Sloveno: Roman[2]
  - Femminili: Romana[3]
- Spagnolo: Román[4], Romano[4]
- Tedesco: Roman[2]
- Ucraino: Роман (Roman)[2]
- Ungherese: Román[2]
  - Femminili: Romána[3]

## Origine e diffusione
Deriva dal latino Romanus, che significa "romano", "originario di Roma".

## Onomastico
L'onomastico si può festeggiare in memoria di più santi, alle date seguenti:
- 23 febbraio, santa Romana, religiosa ed eremita presso Todi[5]
- 28 febbraio, san Romano di Condat, abate presso Saint-Claude[5]
- 22 maggio, san Romano, monaco presso Subiaco[5]
- 9 agosto, san Romano, legionario e martire a Roma[5]
- 1º ottobre, san Romano il Melode, confessore e innografo bizantino[5]
- 6 ottobre, san Romano, vescovo di Auxerre[5]
- 23 ottobre, san Romano, vescovo di Rouen[5]
- 18 novembre, san Romano, diacono e martire ad Antiochia[5]

## Persone

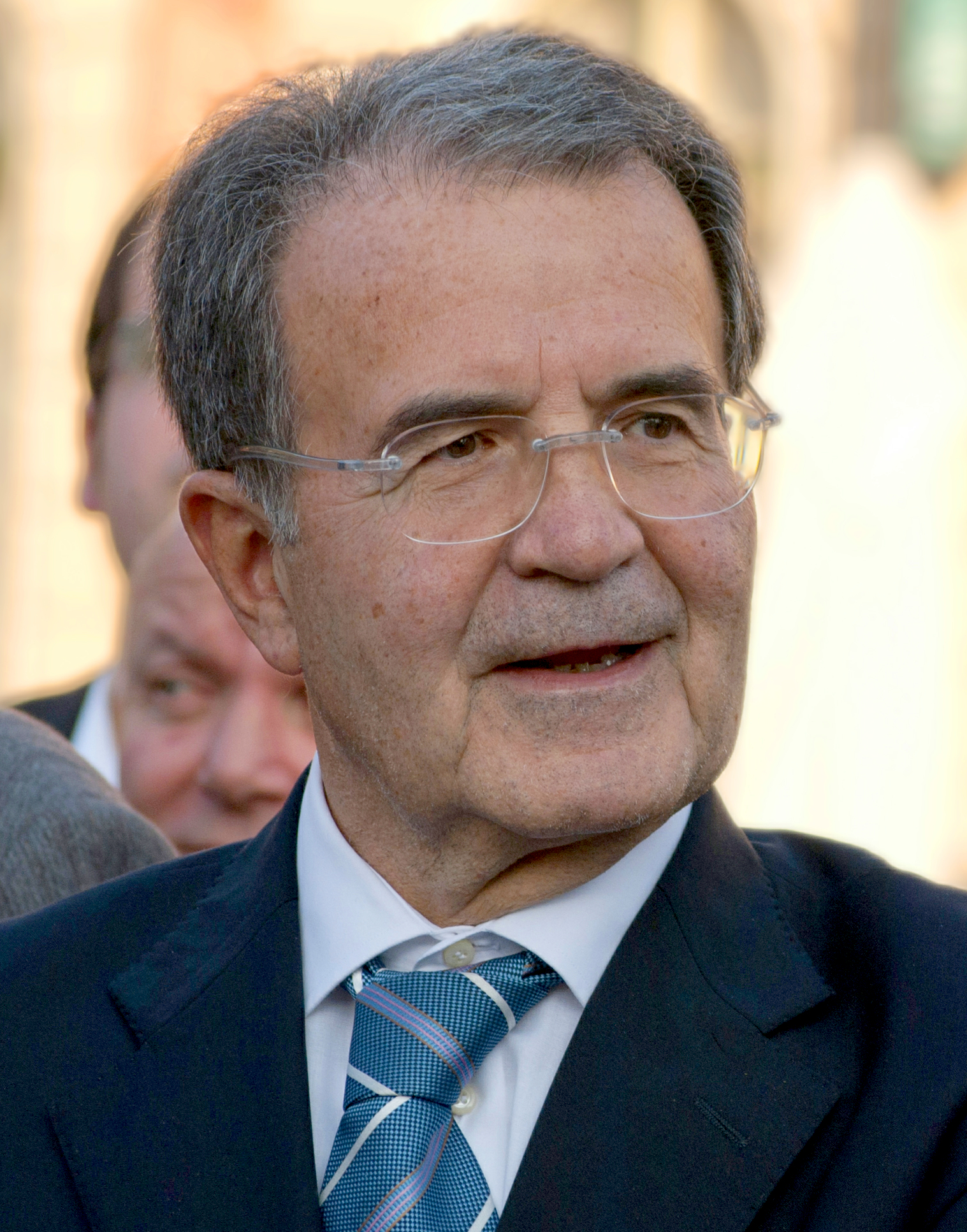
Romano Prodi

- Romano, ufficiale romano del IV secolo
- Romano, usurpatore romano nel 470
- Papa Romano, pontefice della Chiesa cattolica
- Romano I Lecapeno, imperatore bizantino
- Romano Battaglia, giornalista e scrittore italiano
- Romano Bilenchi, scrittore italiano
- Romano Cazzaniga, calciatore e allenatore di calcio italiano
- Romano Guardini, presbitero, teologo e scrittore italiano naturalizzato tedesco
- Romano Mussolini, pianista e compositore italiano
- Romano Prodi, politico ed economista italiano
- Romano Scarpa, fumettista e animatore italiano

### Variante Roman

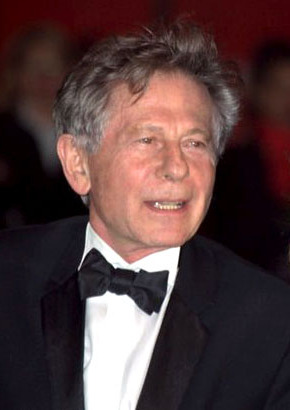
Roman Polański

- Roman Abramovič, imprenditore e politico russo
- Roman Džindžichašvili, scacchista statunitense
- Roman Jakobson, linguista e semiologo russo naturalizzato statunitense
- Roman Polański, regista, sceneggiatore, attore e produttore cinematografico polacco naturalizzato francese
- Roman Vlad, compositore, musicologo e pianista rumeno naturalizzato italiano
- Roman Voroncov, generale e politico russo

### Variante Romain

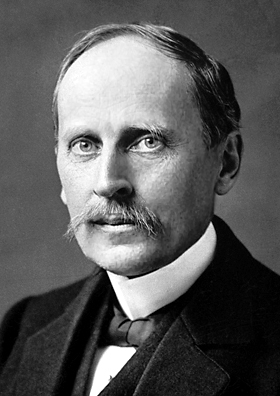
Romain Rolland

- Romain Alessandrini, calciatore francese
- Romain Duris, attore francese
- Romain Feillu, ciclista su strada francese
- Romain Gary, scrittore francese
- Romain Grosjean, pilota automobilistico svizzero
- Romain Rolland, scrittore e drammaturgo francese
- Romain Sato, cestista centrafricano
- Romain Zaleski, imprenditore e finanziere francese

### Variante femminile Romana
- Romana Guarnieri, medievista olandese
- Romana Hamzová, cestista ceca
- Romana Hejdová, cestista ceca
- Romana Jordan Cizelj, politica e fisica slovena
- Romana Petri, scrittrice e traduttrice italiana
- Romana Vyňuchalová, cestista slovacca

### Altre varianti femminili
- Romaine Brooks, pittrice statunitense

## Il nome nelle arti
- Roman Bellic è un personaggio del videogioco GTA IV